# Яницкий, Василий Иванович
Васи́лий Ива́нович Яни́цкий (15 [28] февраля 1916 — 30 декабря 1992) — участник Великой Отечественной войны, заместитель командира эскадрильи 52-го бомбардировочного авиационного полка (270-й бомбардировочной авиационной дивизии, 8-й воздушной армии Юго-Западного фронта), Герой Советского Союза.

## Биография
Родился 15 (28) февраля 1916 года в селе Старый Кувак (ныне — Лениногорского района, Татарстан) в семье крестьянина. Русский. Член ВКП(б) с 1943 года. Окончил 7 классов. Одновременно работал батраком, затем в колхозе. Окончил 2 курса пушно-мехового техникума в Казани. По путёвке комсомола был направлен в Тамбовское лётное училище ГВФ, которое окончил в 1939 году.
В Красной армии с 1940 года. С 1939 года по 1941 год работал пилотом в Восточно-Сибирском управлении гражданской авиации.
В январе 1941 года был откомандирован в Главное управление ВВС. Окончил курсы высшей лётной подготовки.
Участник Великой Отечественной войны с июня 1941 года. Сражался на Юго-Западном фронте младшим летчиком бомбардировочного полка, затем командиром авиационного звена, а с 1942 года — заместителем командира авиационной эскадрильи.
В одном из боёв Яницкий вёл группу бомбардировщиков на боевое задание. В районе населённого пункта Перелазовский немецкое командование сосредоточило несколько дивизий, усиленных большим количеством танков. Необходимо было нанести удары по этим войскам. При подходе к цели ведущая девятка бомбардировщиков Яницкого легла на боевой курс. Зенитная артиллерия противника открыла яростный огонь. Когда были открыты бомбовые люки, зенитный снаряд прошил пол в кабине Василия и осколок попал ему в левую руку. Превозмогая боль, он продолжал вести самолёт и вывел группу на цель. Ведомые даже не подозревали о том, что их командир ранен. Самолёты отбомбились, и, только когда машины легли на обратный курс, он передал командование группой своему заместителю и попросил штурмана взять на себя управление. Мужество и лётное мастерство лейтенанта Яницкого стали примером для лётчиков полка. О его подвиге командир полка майор А. И. Пушкин доложил командующему 8-й воздушной армии генералу Т. Т. Хрюкину, а тот приказал немедленно оформить и передать в Москву наградной материал.
Указом Президиума Верховного Совета СССР «О присвоении звания Героя Советского Союза начальствующему составу авиации Красной Армии» от 12 августа 1942 года за «образцовое выполнение боевых заданий командования на фронте борьбы с немецкими захватчиками и проявленные при этом отвагу и геройство», лейтенанту Василию Ивановичу Яницкому присвоено звание Героя Советского Союза с вручением ордена Ленина и медали «Золотая Звезда» (№ 846).
В 1942—1944 годах В. И. Яницкий — слушатель Военно-воздушной академии. После войны отважный Герой продолжал службу в ВВС СССР.
В 1956 году с отличием заочно окончил исторический факультет педагогического института. Работал преподавателем тактики в Борисоглебском военно-авиационном институте.
С 1970 года полковник В. И. Яницкий — в отставке. Работал председателем экскурсионного бюро. Жил в городе Борисоглебске Воронежской области.
Скончался 30 декабря 1992 года.

## Награды и звания
Награждён орденами Ленина, Красного Знамени, Отечественной войны 1-й степени, двумя орденами Красной Звезды, медалями.
Почётный гражданин города Борисоглебска.

## Память
- Похоронен в Борисоглебске.
- Именем Героя была названа пионерская дружина Дубовской средней школы Волгоградской области.
- Именем Героя была названа улица в г. Лениногорск.